# Verena Kast
Verena Kast (* 24. Januar 1943 in Wolfhalden, Appenzeller Vorderland) ist eine Schweizer Psychoanalytikerin, Supervisorin und Referentin. Sie war Professorin für Psychologie an der Universität Zürich, Dozentin und Lehranalytikerin am C. G. Jung-Institut Zürich und von 2014 bis 2020 dessen Präsidentin. Bis 2020 war sie wissenschaftliche Leiterin der Lindauer Psychotherapiewochen. Sie beteiligte sich mit einer großen Zahl von Buchpublikationen und Vorträgen an der Weiterentwicklung Jungscher Psychologie.

## Leben
Verena Kast studierte Psychologie, Philosophie und Literatur und war zunächst Lehrerin. Sie promovierte in Analytischer Psychologie und habilitierte sich über die Bedeutung der Trauer im therapeutischen Prozess an der Universität Zürich. Zudem ist sie Psychoanalytikerin in eigener Praxis. Sie hält Vorträge und publiziert zu den Themen Traumdeutung, Krise, Angst, Depression, Scham, Beziehung sowie die psychoanalytische Interpretation von Märchen. Einige ihrer Bücher wurden zu Bestsellern.
Sie war Professorin für Psychologie an der Universität Zürich, Dozentin und Lehranalytikerin am dortigen C. G. Jung-Institut, sowie langjährige Präsidentin der Schweizerischen Gesellschaft für Analytische Psychologie. Von April 2014 bis 2020 war sie Präsidentin des C. G. Jung-Instituts, Küsnacht.
Von 1985 bis 2000 war sie Mitglied im Wissenschaftlichen Beirat der Lindauer Psychotherapiewochen, von 1999 bis 2000 Sprecherin des Beirats der Lindauer Psychotherapiewochen und von 2000 bis 2020 neben Peter Buchheim, Manfred Cierpka, Peter Henningsen und Dorothea Huber die wissenschaftliche Leiterin der Lindauer Psychotherapiewochen.
Bekannt wurde Kast durch ihre neuen Impulse in der Weiterentwicklung der  Jungschen Schule, ihr Weiterbildungsangebot für Psychotherapeuten, ihre Vorträge für Kollegen im Rahmen der Lindauer Psychotherapiewochen, der Wiener Vorlesungen sowie andernorts, die auch als DVD, Audiodatei sowie in Buchform publiziert wurden.
Sie ist Ehrenpräsidentin der Internationalen Gesellschaft für Tiefenpsychologie.

## Bücher (Auswahl)
- Sich einlassen und loslassen: Neue Lebensmöglichkeiten bei Trauer und Trennung, 2000, ISBN 978-3-451-04888-3.
- Lass dich nicht leben – lebe! Die eigenen Ressourcen schöpferisch nutzen, Herder, Freiburg im Breisgau 2002, ISBN 978-3-451-05314-6.
- Lebenskrisen werden Lebenschancen. Wendepunkte des Lebens aktiv gestalten, Herder, Freiburg im Breisgau 2003.
- Trotz allem ICH: Gefühle des Selbstwerts und die Erfahrung von Identität, Herder, Freiburg im Breisgau, 9. Edition, 2005, ISBN 978-3-451-05641-3
- Vom Sinn der Angst. Wie Ängste sich festsetzen und wie sie sich verwandeln lassen, 7. Auflage. Herder, Freiburg im Breisgau 2007, ISBN 978-3-451-05839-4.
- Konflikte anders sehen. Die eigenen Lebensthemen entdecken, Herder, Freiburg im Breisgau 2008, ISBN 978-3-451-05975-9.
- Loslassen und Sich Selber Finden: Die Ablösung von den Kindern, Herder Spektrum, 2009, ISBN 978-3-451-06077-9.
- Träume: Die geheimnisvolle Sprache des Unbewussten, 2012, ISBN 978-3-8436-0373-7.
- Trauern: Phasen und Chancen des psychischen Prozesses, 2013, ISBN 978-3-451-61236-7.
- Die Tiefenpsychologie nach C. G. Jung, Patmos, 2014, ISBN 978-3-8436-0558-8.
- Was wirklich zählt, ist das gelebte Leben: Die Kraft des Lebensrückblicks, Herder spektrum, 2014, ISBN 978-3-451-06501-9.
- Über sich hinauswachsen – Neid und Eifersucht als Chancen für die persönliche Entwicklung, 2015, Patmos, ISBN 978-3-8436-0591-5.
- Konflikte anders sehen: Die eigenen Lebensthemen entdecken, Patmos, 2020, ISBN 978-3-8436-1236-4.

## Vorträge (Auswahl)
- Lebensrückblick, zwei Vorträge, gehalten beim IGT-Symposium «Lebenslinien» in Dresden, Februar 2020, (Audio, Auditorium Netzwerk, Müllheim-Baden)
- Psychologie der Emotionen IV: Trauer und Depression (CD, Auditorium Netzwerk)
- Über Scham und Schuld (Audio, Auditorium Netzwerk)
- Psychologie der Emotionen V: Schlüsselqualifikation Angst – Teile 7 – 14 (Audio, Auditorium Netzwerk)
- Zur Dynamik von Krise und Wandlung – Teile 7 – 13 (Audio, Auditorium Netzwerk)

Als Herausgeberin:
- Inspirationen für ein gutes Leben: Heil sein – heil werden, Herder, Freiburg 2005, ISBN 978-3-451-28560-8.
- mit Ingrid Riedel: C. G. Jung: Ausgewählte Schriften, Patmos, Ostfildern 2011, ISBN 978-3-8436-0029-3.

Online-Ressource:
- Auswahl an Vorträgen von Verena Kast, im Rahmen der Lindauer Psychotherapiewochen 1991–2011 (PDF)